# Baron Radstock
Baron Radstock, av Castletown, är en irländsk adelstitel, som tilldelades medlemmar av släkten Waldegrave, från 1800 till 1953. 

## Innehavare av titeln
- William Waldegrave, 1:e baron Radstock (1753–1825)
- Granville George Waldegrave, 2:a baron Radstock (1786–1857)
- Granville Augustus William Waldegrave, 3:e baron Radstock (1833–1913)
- Granville George Waldegrave, 4:e baron Radstock (1859–1937)
- Montague Waldegrave, 5:e baron Radstock  (1867–1953)